# Asentamiento (geología)

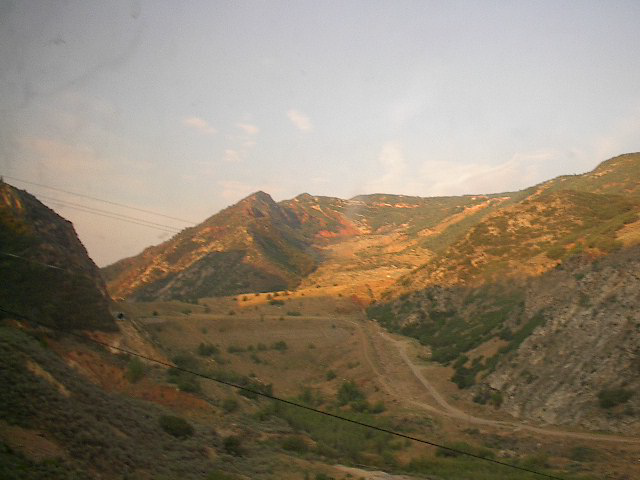
El asentamiento que destruyó Thistle, en Utah, al crear una represa de tierra que inundó la zona.

Un asentamiento o deslizamiento es una forma de inestabilidad gravitatoria que se caracteriza por el desplazamiento en un trecho relativamente corto a lo largo de una pendiente de una masa coherente de materiales poco consolidados o capas de roca. El movimiento se caracteriza por el deslizamiento a lo largo de una superficie plana o cóncava. Entre las causas de los asentamientos se encuentran movimientos sísmicos, absorción excesiva de agua, congelamiento y derretimiento, socavamiento en su base, y carga de la pendiente.
Se producen asentamientos traslacionales cuando una masa de terreno se desplaza a lo largo de una superficie plana.  Entre las superficies planas donde se producen estas fallas se encuentran planos de encuentro o depósitos, especialmente donde una capa permeable se encuentra sobre una superficie impermeable. Los asentamientos en bloque son un tipo de asentamientos traslacionales en los cuales uno o más trozos de roca se desplazan pendiente abajo como una masa relativamente coherente.
Un deslizamiento rotacional se produce cuando un bloque de sedimentos o rocas se desliza a lo largo de una superficie de deslizamiento cóncava hacia arriba con rotación sobre un eje paralelo a la pendiente. El movimiento rotacional hace que la superficie original del bloque pierda inclinación y que la parte superior del bloque gire hacia atrás. Esto da lugar a una deformación interna de la masa en movimiento consistente principalmente en pliegues volcados denominados pliegues en vaina.